# Tivadar Kanizsa
Tivadar Kanizsa (ur. 4 czerwca 1933 w Debreczynie, zm. 4 listopada 1975 w Jásztelek) – węgierski piłkarz wodny i pływak. Trzykrotny medalista olimpijski.
Na igrzyskach startował trzy razy (1956-1964) i za każdym razem z drużyną waterpolistów sięgał po medale, w tym dwa złote. Dwukrotnie był mistrzem Europy (1958 i 1962. Był mistrzem Węgier w piłce wodnej i konkurencjach pływackich. Zginął w wypadku samochodowym.